# Самотни сърца
„Самотни сърца“ е български телевизионен игрален филм (комедия, семеен, трагикомедия) от 2007 година, по сценарий и режисура на Валентин Гошев. Оператор е Ненад Бороевич. Музиката във филма е композирана от Румен Бояджиев.

## Сюжет
Трактористът Георги Аврамов е стар ерген, който живее на село заедно с майка си и болната си сестра Зорка. Той има една голяма мечта – да се ожени. Затова Георги участва в телевизионно предаване за запознанства. Десетки жени му изпращат писма, но те не достигат до него, защото селският пощальон Мите ги задържа....

## Актьорски състав
- Христо Гърбов – трактористът Георги Аврамов
- Светлана Янчева – Милена
- Филип Трифонов – Митьо Пощата
- Весела Казакова – годеница
- Биляна Казакова – сестрата
- Невена Мандаджиева – майката
- Иван Юруков – кмета
- Йордан Биков – мъжът на баба Фикия